# Hemelvaartkathedraal en -klooster van het dorpseiland Svijasjk

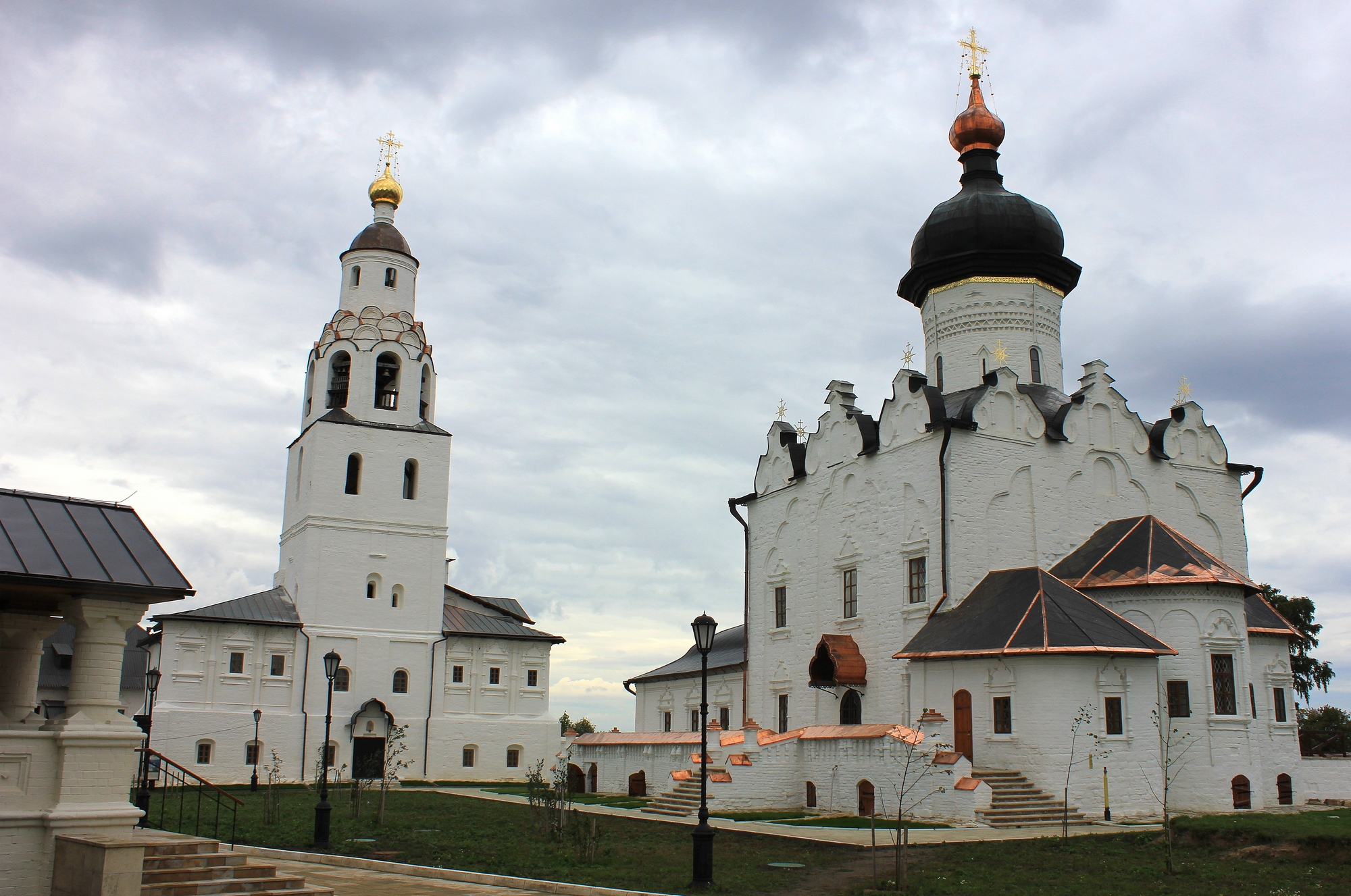

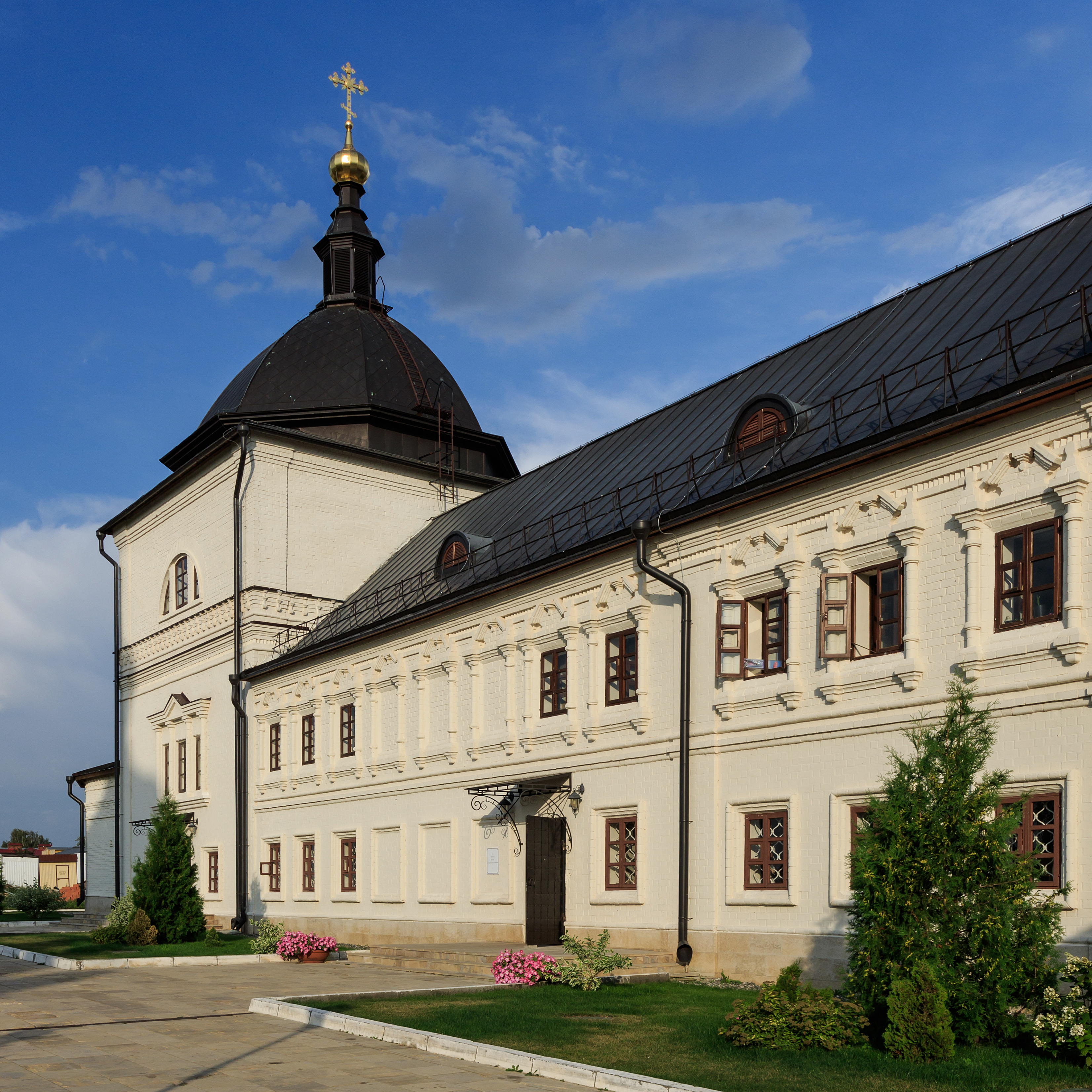

De Hemelvaartkathedraal en -klooster van het dorpseiland Svijasjk (Russisch: Собор Успения Пресвятой Богородицы, Богородице-Успенский Свияжский мужской монастырь) is een 16e-eeuwse kerk en klooster gebouwd en gesticht door tsaar Ivan de Verschrikkelijke, tsaar van het Tsaardom Rusland in de aanloop naar de Verovering van Kazan en de strijd tegen het Kanaat Kazan. Kerk en klooster liggen op een riviereiland in de Wolga, bij de monding van de Swijaga, gelegen in de huidige autonome republiek Tatarije nog geen twintig kilometer ten westen van de republiekshoofdstad Kazan, zo'n 10 kilometer ten oosten van Zelenodolsk.
De Hemelvaartkathedraal ligt op het het dorpseiland Sviyazhsk en maakt deel uit van het gelijknamige mannenklooster. Gelegen aan de samenvloeiing van de Wolga en de Swijaga, op het kruispunt van de meer noordelijke zijderoutes en de Wolgaroutes, werd Sviyazhsk gesticht door Ivan de Verschrikkelijke in 1551 als de buitenpost vanwaaruit de verovering van het Kanaat van Kazan werd geïnitieerd. Het Hemelvaartklooster zou fungeren als zendings- en administratief centrum voor het veroverde gebied. De kathedraal, met zijn uitgebreide reeks muurschilderingen, gerealiseerd in een relatief korte tijd, weerspiegelt het ambitieuze culturele en politieke programma van de Russische staat in het net veroverde islamitische Kanaat Kazan, en illustreert nieuwe trends in Christelijke orthodoxe kunst in Rusland en Europa.
De kathedraal is het meest opvallende deel van het Hemelvaartklooster complex: de architectuur weerspiegelt de heersende Russische traditie van religieuze architectuur uit Moskou, Novgorod, Vladimir en Pskov, gebaseerd op Byzantijns klassiek erfgoed, uitgedrukt door lokaal vakmanschap en materialen. De 18e-eeuwse renovatie van het gebouw met barokke decoratie illustreert nieuwe trends in kunst en architectuur die door Peter de grote in het Russische rijk als referentiemodellen zijn omgezet van West-Europa. De architectonische afbeelding van de kathedraal met zijn 16e-eeuwse reeks muurschilderingen met scènes uit het Oude en Nieuwe Testament drukken het politieke en religieuze programma van Ivan IV uit om zijn koninklijke macht en de kracht van orthodoxie over te brengen aan de Tataren in het voormalige rijk van de Gouden Horde, via een begrijpelijke/aanvaardbare religieuze woordenschat gebaseerd op het Oude Testament en op de Maagd Maria.
De werken duurden van 1551 tot 1555. Het klooster verwierf een grote uitstraling, had een van de eerste drukpersen in Rusland, en werd beroemd omwille van zijn fresco's. Kathedraal en klooster werden in 2017 tijdens de 41e sessie van de Commissie voor het Werelderfgoed erkend als cultureel werelderfgoed en toegevoegd aan de UNESCO werelderfgoedlijst.
Dal van de Bikinrivier (met Centraal Sichote-Alingebergte) · Koerse Schoorwal · Ensemble van het Ferapontovklooster · Gouden bergen van Altaj · Hemelvaartskerk, Kolomenskoje · Historisch en architectonisch complex van het Kremlin van Kazan · Kizji Pogost · Baikalmeer · Citadel, oude stad en vestingwerken van Derbent · Historische monumenten van Novgorod en omgeving · Kremlin en Rode Plein, Moskou · Ensemble van het Novodevitsjiklooster · Historisch centrum van Sint-Petersburg en bijbehorende groepen van monumenten · Cultureel en historisch ensemble van de Solovetski-eilanden · Geodetische boog van Struve · Architectonisch ensemble van de Triniti Sergius Lavra in Sergiev Posad · Uvs Nuurbekken · Maagdelijke wouden van Komi · Vulkanen van Kamtsjatka · Westelijke Kaukasus · Witte monumenten van Vladimir en Soezdal · Natuurlijk systeem van het Wrangel-eilandreservaat · Historisch centrum van de stad Jaroslav · Historisch en archeologisch complex van Bolgar · Landschappen van Daurië · Hemelvaartkathedraal en -klooster van het dorpseiland Svijasjk · Kerken van de architectuurschool van Pskov · Petrogliefen van het Onegameer en de Witte Zee · Cultureel landschap van het Kenozeromeer
- Library of Congress Control Number: n2019030462
- Virtual International Authority File: 6896156133217258430008